# Julia Kink
Julia Kink (Rosenheim, 26 gennaio 2004) è una biatleta tedesca.

## Biografia
Julia Kink, originaria di Frasdorf e attiva dalla stagione 2021-2022, ai Mondiali juniores di Otepää 2024 ha vinto la medaglia d'oro nella partenza in linea e nella staffetta; in Coppa del Mondo ha esordito l'8 marzo dello stesso anno a Soldier Hollow in sprint (42ª) e ha conquistato il primo podio il giorno successivo nella medesima località in staffetta (2ª). Non ha preso parte a rassegne olimpiche o iridate.

## Palmarès

### Mondiali juniores
- 2 medaglie:
  - 2 ori (partenza in linea, staffetta a Otepää 2024)

### Coppa del Mondo
- Miglior piazzamento in classifica generale: 91ª nel 2024
- 1 podio (a squadre):
  - 1 secondo posto